# Майринки
Майринки (порт. Mairinque)  —  муниципалитет в Бразилии, входит в штат Сан-Паулу. Составная часть мезорегиона Макрорегион агломерации Сан-Паулу. Входит в экономико-статистический  микрорегион Сорокаба. Население составляет 47 756 человек на 2006 год. Занимает площадь 209,757 км². Плотность населения — 227,7 чел./км².
Праздник города —  27 октября.

## История
Город основан 27 октября 1890 года. 

## Статистика
- Валовой внутренний продукт на 2003 составляет 732.916.612,00 реалов (данные: Бразильский институт географии и статистики).
- Валовой внутренний продукт на душу населения на 2003 составляет 16.586,70 реалов (данные: Бразильский институт географии и статистики).
- Индекс развития человеческого потенциала на 2000 составляет 0,801 (данные: Программа развития ООН).